# I'll Be Your Man
I'll Be Your Man è un singolo del cantautore britannico James Blunt, pubblicato il 23 maggio 2011 come quarto estratto dal terzo album in studio Some Kind of Trouble.

## Descrizione
Il brano è stato scritto da James Blunt e Kevin Griffin, che l'ha anche prodotto insieme a Warren Huart. È uscito in formato digitale il 23 maggio 2011, mentre la versione fisica è stata resa disponibile il 9 settembre successivo. La canzone è stata eseguita da Blunt in anteprima negli Stati Uniti durante l'edizione 2011 di Dancing with the Stars.

## Video musicale
Il videoclip del brano, diretto da Giorgio Testi, è stato pubblicato sul canale YouTube del cantautore il 25 maggio 2011. Il video raccoglie riprese del Some Kind of Trouble Tour di Blunt.

## Tracce
Promo CD single (Atlantic - Warner)
1. I'll Be Your Man – 3:37
2. I'll Be Your Man (Album Version) – 3:36

CD single
1. I'll Be Your Man (Single Version) – 3:36
2. I'll Be Your Man (Album Version) – 3:32
3. This Love Again – 2:56
4. I'll Be Your Man (Video)

## Classifiche
| Classifica (2011) | Posizione massima |
| ----------------- | ----------------- |
| Austria           | 45                |
| Belgio (Fiandre)  | 56                |
| Belgio (Vallonia) | 60                |
| Germania          | 40                |
| Paesi Bassi       | 13                |
| Svizzera          | 64                |